# 301
Рік 301 був загальним невисокосним роком, що почався у вівторок (за григоріанським календарем). Період тетрархії у Римській імперії. У той час він був відомий як рік консульства Постума і Непоціана. У Китаї править династія Західна Цзінь, в Японії триває період Ямато. У Персії править династія Сассанідів.
На території лісостепової України Черняхівська культура. У Північному Причорномор'ї панують готи й сармати.

## Події
- Імператор Діоклетіан видає едикт, який обмежував ціни на товари. Едикт тільки прискорив інфляцію
- Діоклетіан розпочинає будівництво нових доріг в імперії
- Християнство стає офіційною релігією Вірменії
- 3 лютого — регент божевільного китайського імператора Хуей-Ді, Сима Лунь відсторонив імператора від влади і стратив наслідного принца. Невдовзі він призначив себе імператором
- 3 вересня — держава Сан-Марино була заснована християнським каменярем Маринусом.